# Evágoras I

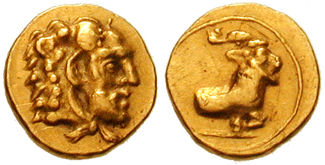
Estatero acuñado durante el reinado de Evágoras. En el anverso está representado Heracles con la piel del León de Nemea; en el reverso, una cabra.

Evágoras (o Euagoras) fue rey de Salamina de Chipre (410–374 a. C.), una helénica y floreciente ciudad comercial de la costa este de la isla. Padre de Nicocles, su sucesor en el trono de Salamina, se proclamó descendiente divino de Teucro, hermanastro de Áyax, familia reinante desde hacía mucho tiempo en Salamina, aunque durante su niñez, Salamina había caído bajo el dominio fenicio (estos últimos se repartieron Chipre con los griegos), lo que provocó su exilio.
En Cilicia obtuvo el apoyo de cincuenta partidarios y regresó secretamente en 410 a. C. para recobrar su trono. Esperando una respuesta del emperador persa para pagar el derecho de conservar su trono, testeó la amistad de los atenienses, y recibió a Conón tras su derrota en Egospótamos. Durante algún tiempo, mantuvo relaciones amistosas con Persia, lo que garantizaba la ayuda de Artajerjes II a Atenas y contra Esparta.
Tomó parte en la Batalla de Cnidos de 394 a. C., en la que la flota espartana fue derrotada, y por los servicios prestados, tuvo el honor de ver a los atenienses erigir su estatua al lado de la de Conón en el Cerámico. Pero la energía y la empresa del Evagoras suscitaron pronto la envidia del Gran Rey, y las relaciones se volvieron tirantes. En 391 a. C., estaban prácticamente en guerra. Ayudado por los atenienses y el faraón Acoris, Evagoras extendió su poder más allá de Chipre: tomó varias ciudades de Fenicia, y persuadió a los cilicios de que se rebelaran.
Según Isócrates, orador ateniense, Evágoras era un rey modelo que tenía por objetivo favorecer la felicidad de sus súbditos y el poder de su estado, y ello mediante la cultura y la mejora de la civilización helénica.
| Predecesor: Gorgos | Reyes de Salamina | Sucesor: Nicocles |